# Zurab Menteszaszwili
Zurab Menteszaszwili (gruz. ზურაბ მენთეშაშვილი, ur. 30 stycznia 1980 w Rustawi) – gruziński piłkarz grający na pozycji środkowego pomocnika. W swojej karierze rozegrał 39 meczów w reprezentacji narodowej i zdobył w niej 1 gola.

## Kariera piłkarska
Swoją karierę piłkarską Menteszaszwili rozpoczął w klubie Metalurgi Rustawi. W sezonie 1997/1998 zadebiutował w jego barwach w pierwszej lidze gruzińskiej. W 1998 roku odszedł do WIT Georgia Tbilisi, w którym grał przez rok. W 1999 roku został zawodnikiem Skonto FC. Wraz ze Skonto sześciokrotnie z rzędu wywalczył tytuł mistrza Łotwy w latach 1999-2004. Zdobył też trzy Puchary Łotwy (2000, 2001 i 2002) oraz wicemistrzostwo kraju w 2005. W 2003 roku był przez pół roku wypożyczony do Ałaniji Władykaukaz.
W 2006 roku Menteszaszwili przeszedł do Szynnika Jarosław. Spadł z nim wówczas z Priemjer-Ligi do Pierwszej Dywizji. W 2007 roku został piłkarzem FK Ventspils. W sezonie 2007 wywalczył z nim dublet (mistrzostwo i Puchar Łotwy), w sezonie 2008 - mistrzostwo, a w sezonie 2009 - wicemistrzostwo.
W 2009 roku Menteszaszwili został zawodnikiem Hapoelu Tel Awiw. Zadebiutował w nim 30 sierpnia 2009 w zremisowanym 1:1 domowym meczu z Maccabi Petach Tikwa. Wraz z Hapoelem został mistrzem Izraela oraz zdobył Puchar Izraela.
W 2010 roku Menteszaszwili przeszedł do Hapoelu Aszkelon. Swój debiut w nim zaliczył 21 sierpnia 2010 w wygranym 3:1 domowym meczu z Hapoelem Petach Tikwa. Na koniec sezonu spadł z Hapoelem do drugiej ligi.
W sezonie 2011/2012 Menteszaszwili wrócił do Gruzji i podpisał kontrakt z klubem FC Zestaponi. Swój debiut w nim zanotował 22 lutego 2012 w zwycięskim 1:0 domowym meczu z Baią Zugdidi. W sezonie 2011/2012 wywalczył mistrzostwo Gruzji. Wiosną 2013 grał w Metalurgi Rustawi, a od lata 2013 do lata 2015 był piłkarzem Saburtalo Tbilisi, w którym zakończył karierę.
| Sezon   | Klub                | Kraj   | Rozgrywki     | Mecze | Gole |
| ------- | ------------------- | ------ | ------------- | ----- | ---- |
| 1997/98 | Metalurgi Rustawi   | Gruzja | Umaglesi Liga | 15    | 0    |
| 1998/99 | Metalurgi Rustawi   | Gruzja | Umaglesi Liga | 14    | 1    |
| 1999    | Skonto FC           | Łotwa  | Virslīga      | 17    | 1    |
| 2000    | Skonto FC           | Łotwa  | Virslīga      | 21    | 6    |
| 2001    | Skonto FC           | Łotwa  | Virslīga      | 21    | 2    |
| 2002    | Skonto FC           | Łotwa  | Virslīga      | 18    | 2    |
| 2003    | Ałanija Władykaukaz | Rosja  | Priemjer-Liga | 13    | 0    |
| 2003    | Skonto FC           | Łotwa  | Virslīga      | 11    | 1    |
| 2004    | Skonto FC           | Łotwa  | Virslīga      | 25    | 2    |
| 2005    | Skonto FC           | Łotwa  | Virslīga      | 24    | 4    |
| 2006    | Skonto FC           | Łotwa  | Virslīga      | 8     | 1    |
| 2006    | Szynnik Jarosław    | Rosja  | Priemjer-Liga | 15    | 0    |
| 2007    | FK Ventspils        | Łotwa  | Virslīga      | 21    | 1    |
| 2008    | FK Ventspils        | Łotwa  | Virslīga      | 19    | 1    |
| 2009    | FK Ventspils        | Łotwa  | Virslīga      | 14    | 2    |
| 2009/10 | Hapoel Tel Awiw     | Izrael | Ligat ha’Al   | 25    | 0    |
| 2010/11 | Hapoel Aszkelon     | Izrael | Ligat ha’Al   | 15    | 0    |
| 2011/12 | FC Zestaponi        | Gruzja | Umaglesi Liga | 15    | 0    |
| 2012/13 | FC Zestaponi        | Gruzja | Umaglesi Liga | 15    | 2    |
| 2012/13 | Metalurgi Rustawi   | Gruzja | Umaglesi Liga | 3     | 0    |
| 2013/14 | Saburtalo Tbilisi   | Gruzja | Pirweli Liga  | 9     | 3    |
| 2014/15 | Saburtalo Tbilisi   | Gruzja | Pirweli Liga  | 5     | 1    |

## Kariera reprezentacyjna
W reprezentacji Gruzji Menteszaszwili zadebiutował 4 lutego 2000 roku w zremisowanym 1:1 meczu Cyprus International Tournament 2000 z Rumunią, rozegranym w Larnace. W swojej karierze grał w eliminacjach do MŚ 2002, do MŚ 2006, do Euro 2008 i do MŚ 2010. Od 2000 do 2010 rozegrał w kadrze narodowej 39 meczów i zdobył 1 gola.